# Battaglia di Ghedi
El bombarda la terra de Gaido per fin adì 5 luio.
In quello giorno veneno a parlamento (...)com patto che 'l salve le robbe e le persone»
(Cristoforo da Soldo, Cronaca)
La battaglia di Ghedi fu un episodio che si svolse nell'ambito delle guerre che opposero la Repubblica di Venezia ed il Ducato di Milano tra il 1425 ed il 1454 (anno della Pace di Lodi).
Si trattò di uno scontro  che ebbe luogo il 15 agosto 1453, nelle vicinanze della cittadina lombarda di Ghedi. Lo scontro permise ai milanesi di occupare l'intera Bassa Bresciana Orientale. La battaglia procurò molti morti di parte veneziana e, a seguito delle successive sconfitte a Pontevico e Orzinuovi, la Serenissima esautorò il loro condottiero Jacopo Piccinino, che sposò nel 1464 Drusiana Sforza, figlia naturale di Francesco.